# Rafael Vaz
Rafael Vaz dos Santos (Caieiras, 17 de setembro de 1988) é um futebolista brasileiro que atua como zagueiro. Atualmente joga no Água Santa.

## Carreira

### Ceará
Rafael Vaz ganhou destaque no Ceará em 2013, pela sua segurança na defesa e eficiência no ataque. Recebeu o apelido de "Beckenbauer Alvinegro" quando jogou as partidas finais do Campeonato Cearense com o ombro deslocado. Na ocasião, o Vozão sagrou-se campeão e conquistou o tricampeonato. Após uma enorme novela, o Vasco da Gama pagou parte da multa rescisória e contratou o zagueiro. Vaz deixou o Ceará com cinco gols marcados, sendo dois em Clássicos-Rei.

### Vasco da Gama

#### 2013
Em 12 de junho, na sua apresentação no Vasco, recebeu a camisa de número 18 e chegou ao clube com status de substituto do ídolo Dedé. O zagueiro estreou no dia 7 de julho, pelo Campeonato Brasileiro, contra o Internacional, no Estádio Centenário. Vaz marcou o segundo gol da equipe e o seu primeiro com a camisa cruzmaltina, mas não impediu a derrota por 5–3. Marcou também diante do Criciúma, no dia 27 de julho, na vitória por 3–2 em São Januário. Também marcou no empate contra o Santos na Vila Belmiro. No entanto, após uma sequência ruim que culminou com o Vasco na zona de rebaixamento, o zagueiro perdeu espaço com o treinador Dorival Júnior. Mesmo com a chegada do técnico Adílson Batista, Vaz seguiu sem espaço na equipe.

#### 2014
Na temporada 2014, recebeu a camisa de número 4. Após um longo tempo encostado no banco de reservas, voltou a atuar frente ao Friburguense e marcou de voleio o sexto gol da partida. Mas não conseguiu se firmar nesse ano, e após a chegada do zagueiro Aislan, tendo então sete zagueiros para 2015, Rafael Vaz foi liberado pela diretoria para acertar com outro clube, mas seguiu treinando em separado do elenco.

#### 2015
Devido ao excesso de zagueiros na pré-temporada, Vaz ficou fora dos planos pelo treinador Doriva e acabou treinando em separado. Com a chegada de Celso Roth, Rafael Vaz foi reintegrado para a disputa do Campeonato Brasileiro.
No dia 20 de setembro, o zagueiro marcou o gol que garantiu a vitória do Vasco sobre o Sport por 2–1, ajudando o clube a sair da última colocação do Brasileirão.

#### 2016
No dia 14 de fevereiro, Rafael Vaz entrou e garantiu a vitória sobre o Flamengo em São Januário, pelo Campeonato Carioca. Já no dia 8 de maio, foi novamente herói marcando o gol do título do Vasco na final do Campeonato Carioca. O Cruzmaltino havia vencido o Botafogo por 1–0 no jogo da ida, e na volta empatou em 1–1, com gol de Rafael Vaz.
Dez dias depois, Vaz marcou o gol que deu a classificação do Vasco sobre o CRB, em partida válida pela segunda fase da Copa do Brasil. O gol de empate foi marcado aos 47 do segundo tempo, classificando o Vasco por ter vencido o primeiro jogo, como visitante, e esse gol ainda manteve a invencibilidade do clube. Uma curiosidade sobre essa partida é que Vaz foi escalado como centroavante. Ele era reserva e entrou no finalzinho do jogo (no lugar do atacante Thalles), quando o Vasco ainda estava atrás do placar. O técnico Jorginho disse que resolveu optar por colocar Rafael Vaz no ataque depois de descobrir que tinha poucas opções para aumentar a força ofensiva da equipe. O treinador afirmou também que, por ser zagueiro, Rafael Vaz tem a percepção de como se comporta um atacante, e que ele já tinha pensado em utilizar o Vaz no ataque em outras partidas.
Seu contrato com o clube cruzmaltino terminou no dia 6 de junho, e, como não renovou com o clube, Rafael Vaz deixou o Vasco depois de três anos.

### Flamengo
No dia 8 de junho de 2016, Rafael foi apresentado como novo reforço do Flamengo, maior rival do seu ex-clube. O jogador assinou um contrato de dois anos com a equipe da Gávea.
Foi vítima de racismo no dia 16 de março de 2017, após a derrota por 1–0 para a Universidad Católica, pela Copa Libertadores da América. Alguns torcedores, revoltados com a atuação do jogador, entraram nas redes sociais do zagueiro e despejaram uma série de xingamentos.
Marcou seu primeiro gol pelo rubro-negro no dia 5 de julho, na vitória por 5–2 contra o Palestino, do Chile, pela Copa Sul-Americana.
Em 3 de dezembro, na sua última partida pelo clube, fez um dos gols da vitória de 2–1 sobre o Vitória, no Barradão, que garantiu o Flamengo na fase de grupos da Copa Libertadores da América do ano seguinte.

### Universidad de Chile
No início de 2018, Vaz foi emprestado pelo Flamengo ao Universidad de Chile. Terminou o ano em alta, tendo sido eleito o melhor zagueiro do Campeonato Chileno.

### Goiás
Depois de não renovar com o Flamengo, Rafael Vaz foi anunciado como reforço do Goiás no dia 21 de dezembro de 2018, sendo o terceiro reforço esmeraldino para a temporada 2019. Marcou seu primeiro gol pelo clube no dia 3 de fevereiro, numa vitória por 3–0 contra o Atlético Goianiense, válida pelo Campeonato Goiano. O zagueiro voltou a balançar as redes no dia 10 de março, marcando o gol do Verdão num empate por 1–1 contra o Novo Horizonte.

### Al-Khor
Após sua saída do Goiás, Rafael Vaz acertou com o Al-Khor, do Catar, em setembro de 2020. Em uma temporada e meia no futebol do Oriente Médio, o zagueiro disputou 33 jogos e marcou sete gols. Por vontade de voltar ao Brasil, o atleta entrou em um acordo para uma rescisão amigável em janeiro de 2022.

### Avaí
Em 15 de junho de 2022, Vaz retornou ao Brasil e foi anunciado como reforço do Avaí para a disputa da Série A.

### São Bernardo
Depois de não conseguir evitar o rebaixamento do clube catarinense, o jogador não renovou com o Avaí e acertou com o São Bernardo no dia 14 de dezembro de 2022.
Em maio de 2023, Rafael Vaz foi citado em conversas de uma quadrilha que aliciava atletas para obter vantagens em manipulações de apostas esportivas — um escândalo que afastou vários atletas no Brasil, como o também zagueiro Eduardo Bauermann e o lateral-direito Nino Paraíba. Rafael admitiu o contato feito por um apostador, mas afirmou que negou a proposta de imediato.

### Londrina
Foi apresentado oficialmente como jogador do Londrina no dia 27 de julho de 2023, assinando contrato até o fim do ano. Na coletiva de imprensa, declarou "Botar a cara para bater", ressaltando a sua experiência para ajudar o clube contra o rebaixamento a Série C. No entanto, o clube foi rebaixado no final da temporada.

### Náutico
No dia 28 de novembro de 2023, Rafael Vaz foi anunciado como novo reforço do Náutico.
Em junho de 2024, por conta da má campanha do time na Série C, a torcida organizada do Timbu invadiu o Centro de Treinamento para cobrar a equipe, o que resultou em uma agressão a um segurança do clube. Rafael Vaz, capitão da equipe, disse que entendia as cobranças, mas condenou a atitude. Poucos dias depois, ainda em junho, o Náutico anunciou o desligamento do atleta. Ao todo, Rafael Vaz disputou 26 dos 31 jogos do time alvirrubro na temporada, sendo titular em 25 deles.

### Oeste e Goiânia
Logo após deixar o Náutico, o zagueiro teve uma passagem relâmpago pelo Oeste, por onde atuou em quatro jogos na Copa Paulista.
Já no dia 15 de novembro de 2024, o Goiânia acertou a contratação do atleta para a temporada de 2025.

### Água Santa
Pós o fim do goianão com o Goiânia, acertou sua ida ao Água Santa, para o seguimento da série D de 2025, no Netuno se destacou, alcançando a titularidade e marcando gols.

## Estatísticas
Atualizadas até 26 de novembro de 2017
| Clube             | Temporada         | Campeonato nacional | Campeonato nacional | Campeonato nacional | Copa nacional[a] | Copa nacional[a] | Copa nacional[a] | Competições continentais[b] | Competições continentais[b] | Competições continentais[b] | Outros torneios[c] | Outros torneios[c] | Outros torneios[c] | Total | Total | Total   |
| Clube             | Temporada         | Jogos               | Gols                | Assist.             | Jogos            | Gols             | Assist.          | Jogos                       | Gols                        | Assist.                     | Jogos              | Gols               | Assist.            | Jogos | Gols  | Assist. |
| ----------------- | ----------------- | ------------------- | ------------------- | ------------------- | ---------------- | ---------------- | ---------------- | --------------------------- | --------------------------- | --------------------------- | ------------------ | ------------------ | ------------------ | ----- | ----- | ------- |
| Palmeiras B       | 2006              | —                   | —                   | —                   | —                | —                | —                | —                           | —                           | —                           | 0                  | 0                  | 0                  | 0     | 0     | 0       |
| Palmeiras B       | Total             | 0                   | 0                   | 0                   | 0                | 0                | 0                | 0                           | 0                           | 0                           | 0                  | 0                  | 0                  | 0     | 0     | 0       |
| Gama              | 2007              | —                   | —                   | —                   | —                | —                | —                | —                           | —                           | —                           | 0                  | 0                  | 0                  | 0     | 0     | 0       |
| Gama              | Total             | 0                   | 0                   | 0                   | 0                | 0                | 0                | 0                           | 0                           | 0                           | 0                  | 0                  | 0                  | 0     | 0     | 0       |
| Corinthians B     | 2007              | —                   | —                   | —                   | —                | —                | —                | —                           | —                           | —                           | 0                  | 0                  | 0                  | 0     | 0     | 0       |
| Corinthians B     | 2008              | —                   | —                   | —                   | —                | —                | —                | —                           | —                           | —                           | 0                  | 0                  | 0                  | 0     | 0     | 0       |
| Corinthians B     | Total             | 0                   | 0                   | 0                   | 0                | 0                | 0                | 0                           | 0                           | 0                           | 0                  | 0                  | 0                  | 0     | 0     | 0       |
| Oeste             | 2008              | —                   | —                   | —                   | —                | —                | —                | —                           | —                           | —                           | 0                  | 0                  | 0                  | 0     | 0     | 0       |
| Oeste             | Total             | 0                   | 0                   | 0                   | 0                | 0                | 0                | 0                           | 0                           | 0                           | 0                  | 0                  | 0                  | 0     | 0     | 0       |
| Palmeiras B       | 2008              | —                   | —                   | —                   | —                | —                | —                | —                           | —                           | —                           | 0                  | 0                  | 0                  | 0     | 0     | 0       |
| Palmeiras B       | Total             | 0                   | 0                   | 0                   | 0                | 0                | 0                | 0                           | 0                           | 0                           | 0                  | 0                  | 0                  | 0     | 0     | 0       |
| Bahia             | 2008              | —                   | —                   | —                   | —                | —                | —                | —                           | —                           | —                           | 0                  | 0                  | 0                  | 0     | 0     | 0       |
| Bahia             | Total             | 0                   | 0                   | 0                   | 0                | 0                | 0                | 0                           | 0                           | 0                           | 0                  | 0                  | 0                  | 0     | 0     | 0       |
| Iguaçu            | 2009              | —                   | —                   | —                   | —                | —                | —                | —                           | —                           | —                           | 0                  | 0                  | 0                  | 0     | 0     | 0       |
| Iguaçu            | Total             | 0                   | 0                   | 0                   | 0                | 0                | 0                | 0                           | 0                           | 0                           | 0                  | 0                  | 0                  | 0     | 0     | 0       |
| CRAC              | 2009              | —                   | —                   | —                   | —                | —                | —                | —                           | —                           | —                           | 0                  | 0                  | 0                  | 0     | 0     | 0       |
| CRAC              | 2010              | —                   | —                   | —                   | —                | —                | —                | —                           | —                           | —                           | 0                  | 0                  | 0                  | 0     | 0     | 0       |
| CRAC              | Total             | 0                   | 0                   | 0                   | 0                | 0                | 0                | 0                           | 0                           | 0                           | 0                  | 0                  | 0                  | 0     | 0     | 0       |
| Votuporanguense   | 2010              | —                   | —                   | —                   | —                | —                | —                | —                           | —                           | —                           | 0                  | 0                  | 0                  | 0     | 0     | 0       |
| Votuporanguense   | Total             | 0                   | 0                   | 0                   | 0                | 0                | 0                | 0                           | 0                           | 0                           | 0                  | 0                  | 0                  | 0     | 0     | 0       |
| Paraná            | 2011              | —                   | —                   | —                   | 2                | 0                | 0                | —                           | —                           | —                           | 13                 | 2                  | 0                  | 15    | 2     | 0       |
| Paraná            | Total             | 0                   | 0                   | 0                   | 2                | 0                | 0                | 0                           | 0                           | 0                           | 13                 | 2                  | 0                  | 15    | 2     | 0       |
| União Barbarense  | 2011              | —                   | —                   | —                   | —                | —                | —                | —                           | —                           | —                           | 12                 | 3                  | 0                  | 12    | 3     | 0       |
| União Barbarense  | Total             | 0                   | 0                   | 0                   | 0                | 0                | 0                | 0                           | 0                           | 0                           | 12                 | 3                  | 0                  | 12    | 3     | 0       |
| Vila Nova         | 2012              | 18                  | 6                   | 0                   | —                | —                | —                | —                           | —                           | —                           | 19                 | 4                  | 0                  | 37    | 10    | 0       |
| Vila Nova         | Total             | 18                  | 6                   | 0                   | 0                | 0                | 0                | 0                           | 0                           | 0                           | 19                 | 4                  | 0                  | 37    | 10    | 0       |
| Ceará             | 2013              | 2                   | 0                   | 0                   | 4                | 1                | 0                | —                           | —                           | —                           | 24                 | 3                  | 0                  | 30    | 4     | 0       |
| Ceará             | Total             | 2                   | 0                   | 0                   | 4                | 1                | 0                | 0                           | 0                           | 0                           | 24                 | 3                  | 0                  | 30    | 4     | 0       |
| Vasco da Gama     | 2013              | 14                  | 3                   | 0                   | —                | —                | —                | —                           | —                           | —                           | —                  | —                  | —                  | 14    | 3     | 0       |
| Vasco da Gama     | 2014              | 5                   | 0                   | 0                   | 2                | 0                | 0                | —                           | —                           | —                           | 5                  | 2                  | 0                  | 12    | 2     | 0       |
| Vasco da Gama     | 2015              | 9                   | 1                   | 0                   | 1                | 0                | 0                | —                           | —                           | —                           | —                  | —                  | —                  | 10    | 1     | 0       |
| Vasco da Gama     | 2016              | 1                   | 0                   | 0                   | 3                | 2                | 0                | —                           | —                           | —                           | 7                  | 2                  | 0                  | 11    | 4     | 0       |
| Vasco da Gama     | Total             | 29                  | 4                   | 0                   | 6                | 2                | 0                | 0                           | 0                           | 0                           | 12                 | 4                  | 0                  | 47    | 10    | 0       |
| Flamengo          | 2016              | 28                  | 0                   | 1                   | —                | —                | —                | 4                           | 0                           | 0                           | —                  | —                  | —                  | 32    | 0     | 1       |
| Flamengo          | 2017              | 19                  | 0                   | 0                   | 5                | 0                | 0                | 7                           | 1                           | 0                           | 16                 | 0                  | 1                  | 47    | 1     | 1       |
| Flamengo          | Total             | 47                  | 0                   | 1                   | 5                | 0                | 0                | 11                          | 1                           | 0                           | 16                 | 0                  | 1                  | 79    | 1     | 2       |
| Total na carreira | Total na carreira | 96                  | 10                  | 1                   | 17               | 3                | 0                | 11                          | 1                           | 0                           | 96                 | 16                 | 1                  | 220   | 30    | 2       |

- a. ^ Jogos da Copa do Brasil
- b. ^ Jogos da Copa Libertadores da América e da Copa Sul-Americana
- c. ^ Jogos do Campeonato Paranaense, Copa Paulista, Campeonato Goiano, Campeonato Cearense, Copa do Nordeste, Campeonato Carioca e Primeira Liga do Brasil

## Títulos
Palmeiras
- Campeonato Brasileiro Sub-20: 2004

Ceará
- Campeonato Cearense: 2013

Vasco da Gama
- Campeonato Carioca: 2015 e 2016
- Taça Guanabara: 2016

Flamengo
- Campeonato Carioca: 2017

São Bernardo
- Taça Independência: 2023

### Prêmios individuais
Flamengo
- Seleção das Estatísticas do Campeonato Carioca de 2017 (jornal Lance!) - Melhor zagueiro, ao lado de Rodrigo[41]

Universidad de Chile
- Seleção do Campeonato Chileno de 2018
- Melhor zagueiro do Campeonato Chileno de 2018[22]